# نيلس فلورين
نيلس فلورين (بالهولندية: Niels Fleuren)‏ (1 نوفمبر 1986 ببوكسمير في هولندا - ) هو لاعب كرة قدم هولندي في مركز الدفاع. لعب مع في في في فينلو.

## روابط خارجية
- نيلس فلورين على موقع قاعدة بيانات كرة القدم.إي يو (الإنجليزية)
- نيلس فلورين على موقع Soccerway.com (الإنجليزية)
- نيلس فلورين على موقع عالم كرة القدم.نت (الإنجليزية)